# 村上かつみ
村上 かつみ（むらかみ かつみ）は日本のイラストレーターであり、切り絵作家。「村上 克己」や「むらかみ かつみ」とも表記される。

## 概要
仙台市在住のイラストレーターで、東北イラストレーターズクラブ会員。イラストや切り絵を発表するほか、日本デザイナー芸術学院仙台校で校長を務める。
偕成社文庫で発行しているアガサ･クリスティの推理小説の表紙画などを担当した。2012年9月より、河北新報夕刊でコラムと切り絵で描かれた「愛蘭土ほろ酔いパブ紀行」を連載した。
2014年には、「愛蘭土ほろ酔いパブ紀行」で発表された切り絵の個展が開かれた。2017年3月には、第2回「愛蘭土ほろ酔いパブ紀行」展(銀座ギャラリー美の起原)で行った。   2018年10月には藤崎百貨店ギャラリーにて第13回個展。2019年12月に東京「銀座ギャラリーあづま」にて14回個展。2020年6月藤崎百貨店ギャラリーにて15回個展「酔いの谷間で」。2021年９月藤崎百貨店美術ギャラリーにて16回個展「黄色い雨が降りそそぐ」。2023年６月藤崎百貨店美術ギャラリーにて17回個展「旅路への追憶」

## 作品
- 尾形亀之助、村上かつみ、2010、『黄色い雨が降りそそぐ : 尾形亀之助詩集より』  ISBN 978-4990564902
- 村上かつみ、2015、イラスト集「愛蘭土ほろ酔いパブ紀行」ISBN 978−4990564919(第19回日本自費出版文化賞特別賞受賞)